# オランダグランプリ (ロードレース)
オランダグランプリ（オランダGP）は、FIMロードレース世界選手権の一戦として、毎年6月最後の土曜日にオランダのTTサーキット・アッセンで開催されるオートバイレースである。日本語のメディアではオランダGPと表記されることが多いが、世界的にはダッチTT（Dutch TT、「TT」はツーリスト・トロフィーの略）の呼称が一般的である。

## 概要
1925年に初めて開催され、第2次世界大戦中を除いて途切れることなく続いている、マン島TTレースと並んで最も伝統あるオートバイレースのひとつである。1949年に世界選手権に組み込まれて以来一度もカレンダーから外れたことのないグランプリのひとつであり、また開催地（TTサーキット・アッセン）が一度も変更されていない唯一の大会である。このことからアッセンはヨーロッパのレースファンの間では「オートバイの聖地 (The Cathedral)」として知られている。もっともコース自体は何度かの大きな改修を経ており、以前は一部で公道を使用したコースであったが現在は完全なクローズドサーキットとなっている。
かつては世界選手権に組み込まれていた全てのクラス（50/80cc、125cc、250cc、350cc、500cc、サイドカー）のレースが行われていたが、現在は125cc、250cc、MotoGPの3クラスが開催されている。また、大会期間中は世界選手権以外にもさまざまなサポートレースが開催され、ヨーロッパ中から観客が集まる一大イベントとなる。
2005年6月、TTサーキット・アッセンとMotoGPのプロモーターであるドルナの間で2016年までの開催契約が結ばれたことが発表された。

## 歴代優勝者
- 以下はロードレース世界選手権に組み込まれた大会の優勝者である。

| 年   | 50cc                               | 125cc                          | 250cc                                | 350cc                                | 500cc                        | 結果 |
| ---- | ---------------------------------- | ------------------------------ | ------------------------------------ | ------------------------------------ | ---------------------------- | ---- |
| 1949 |                                    | N.パガーニ（モンディアル）     |                                      | F.フリース（ベロセット）             | N.パガーニ（ジレラ）         | 詳細 |
| 1950 |                                    | B.ルフォ（モンディアル）       |                                      | B.フォースター (ベロセット)          | U.マセッティ（ジレラ）       | 詳細 |
| 1951 |                                    | G.レオーニ（モンディアル）     |                                      | B.ドラン（AJS）                      | G.デューク（ノートン）       | 詳細 |
| 1952 |                                    | C.サンドフォード（MVアグスタ） | E.ロレンツェッティ（モト・グッツィ） | G.デューク（ノートン）               | U.マセッティ（ジレラ）       | 詳細 |
| 1953 |                                    | W.ハース（NSU）                | W.ハース（NSU）                      | E.ロレンツェッティ（モト・グッツィ） | G.デューク（ジレラ）         | 詳細 |
| 1954 |                                    | R.ホラース（NSU）              | W.ハース（NSU）                      | F.アンダーソン（モト・グッツィ）     | G.デューク（ジレラ）         | 詳細 |
| 1955 |                                    | C.ウビアーリ（MVアグスタ）     | L.タベリ（MVアグスタ）               | K.カバナ（モト・グッツィ）           | G.デューク（ジレラ）         | 詳細 |
| 1956 |                                    | C.ウビアーリ（MVアグスタ）     | C.ウビアーリ（MVアグスタ）           | B.ロマス（モト・グッツィ）           | J.サーティース（MVアグスタ） | 詳細 |
| 1957 |                                    | T.プロヴィーニ（モンディアル） | T.プロヴィーニ（モンディアル）       | K.キャンベル（モト・グッツィ）       | J.サーティース（MVアグスタ） | 詳細 |
| 1958 |                                    | C.ウビアーリ（MVアグスタ）     | T.プロヴィーニ（MVアグスタ）         | J.サーティース（MVアグスタ）         | J.サーティース（MVアグスタ） | 詳細 |
| 1959 |                                    | C.ウビアーリ（MVアグスタ）     | T.プロヴィーニ（MVアグスタ）         | B.ブラウン（ノートン）               | J.サーティース（MVアグスタ） | 詳細 |
| 1960 |                                    | C.ウビアーリ（MVアグスタ）     | C.ウビアーリ（MVアグスタ）           | J.サーティース（MVアグスタ）         | R.ベンチューリ（MVアグスタ） | 詳細 |
| 1961 |                                    | T.フィリス（ホンダ）           | M.ヘイルウッド（ホンダ）             | G.ホッキング（MVアグスタ）           | G.ホッキング（MVアグスタ）   | 詳細 |
| 1962 | E.デグナー（スズキ）               | L.タベリ（ホンダ）             | J.レッドマン（ホンダ）               | J.レッドマン（ホンダ）               | M.ヘイルウッド（MVアグスタ） | 詳細 |
| 1963 | E.デグナー（スズキ）               | H.アンダーソン（スズキ）       | J.レッドマン（ホンダ）               | J.レッドマン（ホンダ）               | J.ハートル (ジレラ)          | 詳細 |
| 1964 | R.ブライアンズ（ホンダ）           | J.レッドマン（ホンダ）         | J.レッドマン（ホンダ）               | J.レッドマン（ホンダ）               | M.ヘイルウッド（MVアグスタ） | 詳細 |
| 1965 | R.ブライアンズ（ホンダ）           | M.ダフ（ヤマハ）               | P.リード（ヤマハ）                   | J.レッドマン（ホンダ）               | M.ヘイルウッド（MVアグスタ） | 詳細 |
| 1966 | L.タベリ（ホンダ）                 | B.アイビー（ヤマハ）           | M.ヘイルウッド（ホンダ）             | M.ヘイルウッド（ホンダ）             | J.レッドマン（ホンダ）       | 詳細 |
| 1967 | 片山義美（スズキ）                 | P.リード（ホンダ）             | M.ヘイルウッド（ホンダ）             | M.ヘイルウッド（ホンダ）             | M.ヘイルウッド（ホンダ）     | 詳細 |
| 1968 | P.Lodewijkx（ヤマティ）            | P.リード（ヤマハ）             | B.アイビー（ヤマハ）                 | G.アゴスチーニ（MVアグスタ）         | G.アゴスチーニ（MVアグスタ） | 詳細 |
| 1969 | B.スミス（デルビ）                 | D.シモンズ（カワサキ）         | R.パッソリーニ（ベネリ）             | G.アゴスチーニ（MVアグスタ）         | G.アゴスチーニ（MVアグスタ） | 詳細 |
| 1970 | A.ニエト（デルビ）                 | D.ブラウン（スズキ）           | R.グールド（ヤマハ）                 | G.アゴスチーニ（MVアグスタ）         | G.アゴスチーニ（MVアグスタ） | 詳細 |
| 1971 | A.ニエト（デルビ）                 | A.ニエト（デルビ）             | P.リード（ヤマハ）                   | G.アゴスチーニ（MVアグスタ）         | G.アゴスチーニ（MVアグスタ） | 詳細 |
| 1972 | A.ニエト（デルビ）                 | A.ニエト（デルビ）             | R.グールド（ヤマハ）                 | G.アゴスチーニ（MVアグスタ）         | G.アゴスチーニ（MVアグスタ） | 詳細 |
| 1973 | B.クノイビューラー（クライドラー） | E.ラッツァリーニ（マイコ）     | D.ブラウン（ヤマハ）                 | G.アゴスチーニ（MVアグスタ）         | P.リード（MVアグスタ）       | 詳細 |
| 1974 | H.リットベルガー（クライドラー）   | B.クノイビューラー（ヤマハ）   | W.ヴィッラ（ハーレーダビッドソン）   | G.アゴスチーニ（ヤマハ）             | G.アゴスチーニ（ヤマハ）     | 詳細 |
| 1975 | A.ニエト（クライドラー）           | P.P.ビアンキ（モルビデリ）     | W.ヴィッラ（ハーレーダビッドソン）   | D.ブラウン（ヤマハ）                 | B.シーン（スズキ）           | 詳細 |
| 1976 | A.ニエト（ブルタコ）               | P.P.ビアンキ（モルビデリ）     | W.ヴィッラ（ハーレーダビッドソン）   | G.アゴスチーニ（ヤマハ）             | B.シーン（スズキ）           | 詳細 |
| 1977 | A.ニエト（ブルタコ）               | A.ニエト（ブルタコ）           | M.グラント（カワサキ）               | K.バリントン（ヤマハ）               | W.ハートッグ（スズキ）       | 詳細 |
| 1978 | E.ラッツァリーニ（MBA）            | E.ラッツァリーニ（MBA）        | K.ロバーツ（ヤマハ）                 | K.バリントン（カワサキ）             | J.チェコット（ヤマハ）       | 詳細 |
| 1979 | E.ラッツァリーニ（クライドラー）   | A.ニエト（ミナレッリ）         | G.ロッシ（モルビデリ）               | G.ハンスフォード（カワサキ）         | V.フェラーリ（スズキ）       | 詳細 |
| 1980 | R.トルモ（クライドラー）           | A.ニエト（ミナレッリ）         | C.ラバード（ヤマハ）                 | J.エクロード（ヤマハ）               | J.ミドルブルグ（ヤマハ）     | 詳細 |
| 1981 | R.トルモ（ブルタコ）               | A.ニエト（ミナレッリ）         | A.マンク（カワサキ）                 | A.マンク（カワサキ）                 | M.ルッキネリ（スズキ）       | 詳細 |
| 1982 | S.ドルフリンガー（クライドラー）   | A.ニエト（ガレリ）             | A.マンク（カワサキ）                 | J.F.バルデ（カワサキ）               | F.ウンチーニ（スズキ）       | 詳細 |
| 1983 | E.ラッツァリーニ（ガレリ）         | A.ニエト（ガレリ）             | C.ラバード（ヤマハ）                 |                                      | K.ロバーツ（ヤマハ）         | 詳細 |
| 年   | 80cc                               | 125cc                          | 250cc                                | 350cc                                | 500cc                        | 結果 |
| 1984 | J.マルチネス（デルビ）             | A.ニエト（ガレリ）             | C.ラバード（ヤマハ）                 |                                      | R.マモラ（ホンダ）           | 詳細 |
| 1985 | G.Kafka（Casal）                   | P.P.ビアンキ（MBA）            | F.スペンサー（ホンダ）               |                                      | R.マモラ（ホンダ）           | 詳細 |
| 1986 | J.マルチネス（デルビ）             | L.カダローラ（ガレリ）         | C.ラバード（ヤマハ）                 |                                      | W.ガードナー（ホンダ）       | 詳細 |
| 1987 | J.マルチネス（デルビ）             | F.グレシーニ（ガレリ）         | A.マンク（ホンダ）                   |                                      | E.ローソン（ヤマハ）         | 詳細 |
| 1988 | J.マルチネス（デルビ）             | J.マルチネス（デルビ）         | J.ガリッガ（ヤマハ）                 |                                      | W.ガードナー（ホンダ）       | 詳細 |
| 1989 | P.エッテル（クラウザー）           | H.スパーン（ホンダ）           | R.ロス（ホンダ）                     |                                      | W.レイニー（ヤマハ）         | 詳細 |

| 年   | 125cc                                              | 250cc                                              | 500cc                                              | 結果                                               |
| ---- | -------------------------------------------------- | -------------------------------------------------- | -------------------------------------------------- | -------------------------------------------------- |
| 1990 | ドリアーノ・ロンボニ（ホンダ）                     | ジョン・コシンスキー（ヤマハ）                     | ケビン・シュワンツ（スズキ）                       | 詳細                                               |
| 1991 | ラルフ・ウォルドマン（ホンダ）                     | ピエールフランチェスコ・キリ（アプリリア）         | ケビン・シュワンツ（スズキ）                       | 詳細                                               |
| 1992 | エツィオ・ジャノーラ（ホンダ）                     | ピエールフランチェスコ・キリ（アプリリア）         | アレックス・クリビーレ（ホンダ）                   | 詳細                                               |
| 1993 | ダーク・ラウディス（ホンダ）                       | ロリス・カピロッシ（ホンダ）                       | ケビン・シュワンツ（スズキ）                       | 詳細                                               |
| 1994 | 辻村猛（ホンダ）                                   | マックス・ビアッジ（アプリリア）                   | ミック・ドゥーハン（ホンダ）                       | 詳細                                               |
| 1995 | ダーク・ラウディス（ホンダ）                       | マックス・ビアッジ（アプリリア）                   | ミック・ドゥーハン（ホンダ）                       | 詳細                                               |
| 1996 | エミリオ・アルサモラ（ホンダ）                     | ラルフ・ウォルドマン（ホンダ）                     | ミック・ドゥーハン（ホンダ）                       | 詳細                                               |
| 1997 | バレンティーノ・ロッシ（アプリリア）               | 原田哲也（アプリリア）                             | ミック・ドゥーハン（ホンダ）                       | 詳細                                               |
| 1998 | マルコ・メランドリ（ホンダ）                       | バレンティーノ・ロッシ（アプリリア）               | ミック・ドゥーハン（ホンダ）                       | 詳細                                               |
| 1999 | 東雅雄（ホンダ）                                   | ロリス・カピロッシ（ホンダ）                       | 岡田忠之（ホンダ）                                 | 詳細                                               |
| 2000 | 宇井陽一（デルビ）                                 | 宇川徹（ホンダ）                                   | アレックス・バロス（ホンダ）                       | 詳細                                               |
| 2001 | トニ・エリアス（ホンダ）                           | ジェレミー・マクウィリアムス（アプリリア）         | マックス・ビアッジ（ヤマハ）                       | 詳細                                               |
| 年   | 125cc                                              | 250cc                                              | MotoGP                                             | 結果                                               |
| 2002 | ダニ・ペドロサ（ホンダ）                           | マルコ・メランドリ（アプリリア）                   | バレンティーノ・ロッシ（ホンダ）                   | 詳細                                               |
| 2003 | スティーブ・イェンクナー（アプリリア）             | アンソニー・ウエスト（アプリリア）                 | セテ・ジベルナウ（ホンダ）                         | 詳細                                               |
| 2004 | ホルヘ・ロレンソ（デルビ）                         | セバスチャン・ポルト（アプリリア）                 | バレンティーノ・ロッシ（ヤマハ）                   | 詳細                                               |
| 2005 | ガボール・タルマクシ（KTM）                        | セバスチャン・ポルト（アプリリア）                 | バレンティーノ・ロッシ（ヤマハ）                   | 詳細                                               |
| 2006 | ミカ・カリオ（KTM）                                | ホルヘ・ロレンソ（アプリリア）                     | ニッキー・ヘイデン（ホンダ）                       | 詳細                                               |
| 2007 | マティア・パシーニ（アプリリア）                   | ホルヘ・ロレンソ（アプリリア）                     | バレンティーノ・ロッシ（ヤマハ）                   | 詳細                                               |
| 2008 | ガボール・タルマクシ（アプリリア）                 | アルバロ・バウティスタ（アプリリア）               | ケーシー・ストーナー（ドゥカティ）                 | 詳細                                               |
| 2009 | セルヒオ・ガデア（アプリリア）                     | 青山博一（ホンダ）                                 | バレンティーノ・ロッシ（ヤマハ）                   | 詳細                                               |
| 年   | 125cc                                              | Moto2                                              | MotoGP                                             | 結果                                               |
| 2010 | マルク・マルケス（デルビ）                         | アンドレア・イアンノーネ（スピードアップ）         | ホルヘ・ロレンソ（ヤマハ）                         | 詳細                                               |
| 2011 | マーベリック・ビニャーレス（アプリリア）           | マルク・マルケス（スーター）                       | ベン・スピーズ（ヤマハ）                           | 詳細                                               |
| 年   | 125cc                                              | Moto2                                              | MotoGP                                             | 結果                                               |
| 2012 | マーベリック・ビニャーレス（ホンダ）               | マルク・マルケス（スーター）                       | ケーシー・ストーナー（ホンダ）                     | 詳細                                               |
| 2013 | ルイス・サロム（KTM）                              | ポル・エスパルガロ（カレックス）                   | バレンティーノ・ロッシ（ヤマハ）                   | 詳細                                               |
| 2014 | アレックス・マルケス（ホンダ）                     | アンソニー・ウエスト （スピードアップ）            | マルク・マルケス（ホンダ）                         | 詳細                                               |
| 2015 | ミゲル・オリベイラ（KTM）                          | ヨハン・ザルコ（カレックス）                       | バレンティーノ・ロッシ（ヤマハ）                   | 詳細                                               |
| 2016 | フランチェスコ・バニャイア (マヒンドラ)            | 中上貴晶（カレックス）                             | ジャック・ミラー（ホンダ）                         | 詳細                                               |
| 2017 | アロン・カネト (ホンダ)                            | フランコ・モルビデリ（カレックス）                 | バレンティーノ・ロッシ（ヤマハ）                   | 詳細                                               |
| 2018 | ホルヘ・マルティン (ホンダ)                        | フランチェスコ・バニャイア（カレックス）           | マルク・マルケス（ホンダ）                         | 詳細                                               |
| 2019 | トニー・アルボリーノ (ホンダ)                      | アウグスト・フェルナンデス（カレックス）           | マーベリック・ビニャーレス（ヤマハ）               | 詳細                                               |
| 2020 | 新型コロナウイルス感染症の世界的流行のため開催中止 | 新型コロナウイルス感染症の世界的流行のため開催中止 | 新型コロナウイルス感染症の世界的流行のため開催中止 | 新型コロナウイルス感染症の世界的流行のため開催中止 |

| 年   | MotoE                           | Moto3                       | Moto2                               | MotoGP                          | 結果 |
| ---- | ------------------------------- | --------------------------- | ----------------------------------- | ------------------------------- | ---- |
| 2021 | エリック・グラナド (エネルジカ) | デニス・フォッジャ (ホンダ) | ラウル・フェルナンデス (カレックス) | ファビオ・クアルタラロ (ヤマハ) | 詳細 |

| 年   | MotoE                                | MotoE                                | Moto3                      | Moto2                                   | MotoGP                                   | 結果 |
| 年   | レース1                              | レース2                              | Moto3                      | Moto2                                   | MotoGP                                   | 結果 |
| ---- | ------------------------------------ | ------------------------------------ | -------------------------- | --------------------------------------- | ---------------------------------------- | ---- |
| 2022 | ドミニク・エガーター (エネルジカ)    | エリック・グラナド (エネルジカ)      | 佐々木歩夢（ハスクバーナ） | アウグスト・フェルナンデス (カレックス) | フランチェスコ・バニャイア（ドゥカティ） | 詳細 |
| 2023 | マッテオ・フェッラーリ（ドゥカティ） | マッテオ・フェッラーリ（ドゥカティ） | ジャウマ・マシア（ホンダ） | ジェイク・ディクソン (カレックス)       | フランチェスコ・バニャイア（ドゥカティ） | 詳細 |